# Thomas Estes Noell

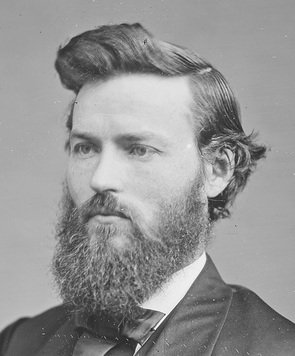
Thomas Estes Noell

Thomas Estes Noell (* 3. April 1839 in Perryville, Perry County, Missouri; † 3. Oktober 1867 in St. Louis, Missouri) war ein US-amerikanischer Politiker. Zwischen 1865 und 1867 vertrat er den Bundesstaat Missouri im US-Repräsentantenhaus.

## Werdegang
Thomas Noell war der Sohn des Kongressabgeordneten John William Noell (1816–1863). Er besuchte die öffentlichen Schulen seiner Heimat. Nach einem anschließenden Jurastudium und seiner 1858 erfolgten Zulassung als Rechtsanwalt begann er in Perryville in diesem Beruf zu arbeiten. Während des Bürgerkrieges diente er zwischen 1861 und 1865 zunächst bis 1862 in der Staatsmiliz von Missouri und dann im Heer der Union, in dem er es bis zum Hauptmann brachte.
Politisch gehörte Noell zunächst der Republikanischen Partei an. Bei den Kongresswahlen des Jahres 1864 wurde er im dritten Wahlbezirk von Missouri in das US-Repräsentantenhaus in Washington, D.C. gewählt, wo er am 4. März 1865 die Nachfolge von John Guier Scott antrat. Im Verlauf seiner ersten Legislaturperiode wechselte Noell seine Parteizugehörigkeit und wurde Mitglied der Demokraten. Als deren Kandidat wurde er im Jahr 1866 bestätigt. Damit konnte er bis zu seinem Tod am 3. Oktober 1867 im US-Repräsentantenhaus verbleiben. In seine Zeit als Kongressabgeordneter fielen das Ende des Bürgerkriegs und die Ratifizierung des 13. Verfassungszusatzes. Seit 1865 war die Arbeit des Kongresses von den Streitigkeiten zwischen der Republikanischen Partei und Präsident Andrew Johnson geprägt.
Noell starb am 3. Oktober 1867 überraschend nach kurzer Krankheit. Zu diesem Zeitpunkt war er mit 28 Jahren der bis dahin jüngste Kongressabgeordnete, der in seiner Amtszeit verstarb. Nach einer Sonderwahl fiel sein Mandat an den Demokraten James Robinson McCormick. Thomas Noell wurde in Perryville beigesetzt.